# Fadwa Sidi Madane
Fadwa Sidi Madane (Marruecos, 20 de noviembre de 1994) es una atleta marroquí especializada en la prueba de 2000 m obstáculos, en la que consiguió ser subcampeona mundial juvenil en 2011.

## Carrera deportiva
En el Campeonato Mundial Juvenil de Atletismo de 2011 ganó la medalla de plata en los 2000 m obstáculos, con un tiempo de 6:20.98 segundos que fue su mejor marca personal, tras la keniana Norah Jeruto Tanui y llegando a meta por delante de otra keniana Lilian Jepkorir Chemweno.